# Nilotanypus parvus
Nilotanypus parvus är en tvåvingeart som först beskrevs av Freeman 1961.  Nilotanypus parvus ingår i släktet Nilotanypus och familjen fjädermyggor. Inga underarter finns listade i Catalogue of Life.